# Antti Siirala
Antti Aleksi Siirala (Helsinki, 16 de mayo de 1979) es un pianista finlandés.

## Trayectoria
La carrera internacional de Antti Siirala se lanzó cuando ganó el Primer Premio en el 10º Concurso Beethoven de Viena, como el concursante más joven, recibiendo el premio especial por la mejor interpretación de una sonata de Beethoven (Op. 106 "Hammerklavier"). Posteriormente fue galardonado con el Primer Premio en la London International Piano Competition 2000, la Dublin International Piano Competition (con un jurado unánime y un premio especial por la mejor interpretación de Mozart) y la Concurso pianístico internacional de Leeds en 2003 (y el premio del público votado por los espectadores y oyentes de las transmisiones de la BBC y la audiencia en vivo en el Ayuntamiento de Leeds).
Respecto a su mayor influencia en la forma de tocar el piano Siirala indica: 
"Creo que fue la clase magistral de Murray Perahia, cuando visitó la Academia Sibelius a finales de la década de 1990. La razón no es solo la forma de tocar, que también, sino la actitud apasionada de Perahia hacia el análisis de la música, que me inspiró a profundizar en la música desde una nueva perspectiva. A la larga, esa clase ha tenido un gran efecto en mi pensamiento musical."
El debut de Siirala en Bruselas en diciembre de 2004 fue un éxito sin igual. Debido a una enfermedad, el director tuvo que cancelar con muy poca anticipación. Siirala aceptó dirigir la orquesta desde el piano y salvó todo el concierto tocando en la segunda mitad las Variaciones Diabelli de Beethoven en lugar de la orquesta. Inmediatamente fue invitado nuevamente para conciertos con la Orchestre National y para un recital en el Palais des Beaux Arts.
En sustitución de Emanuel Ax enfermo en febrero de 2005, Siirala dio un sensacional recital de debut en la Filarmónica de Colonia. Según el periódico Kölner Stadt-Anzeiger, "su recital será recordado como uno de los eventos más destacados de esta temporada". Intervenir en sustitución de colegas famosos indispuestos parece ser su marca durante toda la temporada 2006/07:  reemplazar a Hélène Grimaud para conciertos con la SWR-Sinfonieorchester Freiburg / Baden-Baden bajo Gielen con su interpretación musicalmente expresiva pero sinfónica del segundo concierto para piano de Brahms, o Ivo Pogorelich en la Schumannfest de Düsseldorf, Mijaíl Pletniov en el Maggio Musicale o Yefim Bronfman con la Sinfónica de Bamberg bajo Blomstedt, tocando el 1.er concierto para piano de Brahms: en todas partes la prensa y el público estaban entusiasmados con su forma de tocar. Blomstedt incluso lo invitó a unirse a él en el Festival del Mar Báltico la misma temporada y la Sinfónica de Bamberg lo re-invitó a regresar para cuatro conciertos con su compatriota Pietari Inkinen en noviembre de 2007.
Lo más destacado de la temporada 2009/2010, por ejemplo, fueron conciertos con el WDR Sinfonieorchester Köln bajo Semión Bychkov y la Orquesta Sinfónica de la Ciudad de Birmingham. En octubre de 2009 Antti Siirala hizo su famoso debut con la Orquesta Sinfónica de San Francisco bajo Osmo Vänskä y fue re-invitado inmediatamente. En abril de 2010 actuó como uno de los cuatro pianistas (junto a Pierre-Laurent Aimard, Lang Lang y Martin Helmchen) en la serie de piano de la Filarmónica de Berlín. En agosto de 2010, Antti Siirala tocó con la Orquesta Mostly Mozart bajo Osmo Vänskä en el Lincoln Center de Nueva York. El debut de Antti Siirala con la Orquesta Philharmonia bajo Salonen en el concierto inaugural 2010/11 de la Konzerthaus Dortmund fue un gran éxito y fue celebrado por el público con grandes ovaciones. En abril de 2011, Siirala también hizo su debut con la Tonhalle Orchestra de Zúrich bajo la batuta de Xian Zhang.
Antti Siirala trabaja con muchos directores de renombre, entre ellos Paavo Berglund, Herbert Blomstedt, Michael Boder, Semión Bychkov, Stéphane Denève, Thierry Fischer, Mikko Franck, Michael Gielen, Miguel Harth-Bedoya, Pietari Inkinen, Kristjan Järvi, Neeme Järvi, Fabio Luisi, Susanna Mälkki, Gerhard Markson, Sakari Oramo, Eiji Oue, François-Xavier Roth, Yutaka Sado, Esa-Pekka Salonen, Jukka-Pekka Saraste, Lan Shui, Stefan Solyom, Osmo Vänskä, Mario Venzago, Hugh Wolff y Xian Zhang.
Siirala toca con orquestas de todo el mundo entre las cuales están Orquesta Sinfónica Alemana de Berlín, Orquesta Sinfónica de Bamberg, Bochumer Symphoniker, hr-sinfonieorchester Frankfurt, Museumsorchester Frankfurt, SWR Sinfonieorchester Freiburg und Baden-Baden, NDR Radiophilharmonie Hannover, Orquesta Gürzenich de Colonia, Orquesta Sinfónica de la WDR de Colonia, Deutsche Staatsphilharmonie Rheinland-Pfalz, Orquesta de la Tonhalle de Zúrich, Orquesta Sinfónica de Viena, Tonkünstlerorchester Wien, Orchestre National de Belgique, Orchestre National de Lille, Orquesta Sinfónica de la Ciudad de Birmingham, Real Orquesta Filarmónica de Liverpool, BBC Symphony London, Royal Scottish National Orchestra, Irish National Symphony, Orchestra del Maggio Musicale Fiorentino, Residentie Orkest Den Haag, Orquesta Sinfónica de Islandia, Swedish National Orchestra, Swedish Radio Symphony, Orquesta Sinfónica de la Radio Finlandesa, Sinfonia Varsovia, St. Petersburger Symphoniker, Estonian National Symphony, Orquesta Sinfónica de Detroit, New Jersey Symphony, Orquesta Sinfónica de Singapur, Tokyo Metropolitan Symphony Orchestra,  Hiroshima Symphony Orchestra, New Japan Philharmonic Orchestra, Yomiuri Nippon Symphony Orchestra y las de Melbourne y Queensland. 
Los principales hitos en su trayectoria han sido sus recitales en el Festival de Lucerna, Klavier-Festival Ruhr, Heidelberger Frühling, Schumannfest Düsseldorf, Europäische Wochen Passau y en los Festivales de Bolzano, Bath y Kilkenny, Moritzburg, así como en la Filarmónica de Colonia, Konzerthaus Dortmund, en Hannover Homburg / Saar, Mainz, Leverkusen, Wuppertal, Wigmore Hall de Londres, Concertgebouw Ámsterdam, Tonhalle Zúrich, Bruselas, Aix-les-Bains, Oporto, Milano, Imola, Detroit y en el Metropolitan Museum de Nueva York. Durante un período de 3 años, Antti Siirala fue uno de los artistas en residencia de la Konzerthaus Dortmund como parte de la serie 'Junge Wilde'. 
Su grabación debut de transcripciones de Schubert para NAXOS recibió excelentes críticas de prensa. Para su grabación de obras de Brahms para ONDINE, recibió 6 puntos de 6 en la interpretación de la categoría de la revista Piano News. Para ambas grabaciones, Siirala recibió el premio Editor's Choice de Gramophone Magazine.
Beethoven y Brahms son el núcleo del repertorio de Siirala, pero su interés en la música contemporánea ha dado como resultado primeras interpretaciones de obras de Walter Gieseler, Kuldar Sink, Uljas Pulkkis y el estreno del nuevo concierto para piano de Kalevi Aho. El primer trabajo de Kaija Saariaho para piano solo, "Balladen", es parte de su programa de recitales.
Desde 2013 es profesor de piano de la Universidad de música de Múnich.

## Discografía
- Schubert Transcripciones para Piano de Liszt, Prokófiev, Busoni y Godowsky. Naxos 8.555997 (2003)[6]
- Johannes Brahms: Sonata en fa Menor; 16 Valses. Ondine ODE 1044-2 (2004)
- Kalevi Aho: Concierto Para Piano y Orquesta N.º 2. Lahti Symphony Orchestra / Osmo Vänskä. BIS-CD-1316 (2010)
- Ludwig van Beethoven: Sonatas Finales, Núms. 30 - 32, op. 109/110/111. CAvi (2012)[7]
- Franz Schubert: Quinteto para Piano y Cuerda en la mayor D667 "La Trucha". Benjamin Schmid, Violín / Lars Anders Tomter, Viola / Jan Vogler, Violonchelo / Janne Saksala, Contrabajo. Sony (2012)
- Franz Schubert: Die Forelle (La Trucha) D 550. Jan Vogler, Violonchelo / Janne Saksala, Contrabajo. Sony (2012)
- Mateo Whittall: Hors d'oeuvre. Sony (2012)
- Ludwig van Beethoven: Triple Concierto op. 56. Colin Jacobsen, Violín / Jan Vogler, Violonchelo / The Knights / Eric Jacobsen. Sony (2012)